# Погребинский, Матвей Самойлович
Матве́й Само́йлович Погреби́нский (1895, Белиловка, Российская империя — 4 апреля 1937, Горький, СССР) — сотрудник ЧК-ОГПУ-НКВД СССР, основатель и руководитель Болшевской трудовой коммуны (1926—1928), комиссар государственной безопасности 3 ранга (1935). Полномочный представитель ОГПУ при СНК СССР по Горьковскому краю, начальник Управления НКВД по Горьковскому краю. Под угрозой неминуемого ареста покончил жизнь самоубийством.

## Ранние годы
Родился в семье служащего лесоразработок. Еврей. Окончил 3 класса начального 4-классного городского училища в Лубнах (1909—1911). Конторщик в мануфактурном магазине С. Явица, город Лубны (1912—1915). В царской армии рядовой 33-го Сибирского запасного полка в Петропавловске, с мая 1915 по ноябрь 1917.
Был ранен, лечился в госпитале Петропавловска с ноября 1917 по январь 1918 — там же познакомился с будущей женой Анастасией. Затем работал лесорубом (январь — сентябрь 1918), грузчиком, чернорабочим на мельнице в Лубнах (декабрь 1918 — апрель 1919), контролёром Биржи труда Лубнов с мая по август 1919. В РКП(б) с ноября 1919. В 1919—1920 смотритель военного госпиталя 14-й армии, старшина, командир Белёвского коммунистического отряда, военком военного госпиталя в Тюмени.

## ВЧК-ОГПУ-НКВД
В 1920—1921 военком 190-го эвакопункта, председатель Военного трибунала Семипалатинской губернской ЧК. В 1921—1922 помощник начальника Санитарного управления Западно-Сибирского военного округа по политической части, военком Санитарного управления этого же военного округа. В 1922—1924 помощник начальника Политической инспекции Главного санитарного управления РККА. В 1924—1925 помощник начальника Орготдела Административно-организационного управления ОГПУ при СНК СССР. В 1925—1929 начальник Орготдела Административно-организационного управления ОГПУ при СНК СССР.

## Начальник Болшевской трудовой коммуны
В 1926—1928 начальник Болшевской трудовой коммуны (Московская губерния).
Война, революция и голод 1920-х годов привели к появлению миллионнов беспризорников, огромному росту правонарушений и преступности, в том числе подростковой и детской, но ни одна из ветвей власти не проявляет внимания к тому, чтобы решить вопрос с безпризорничеством как общественным явлением. М. Горький обращается по этому поводу к В. И. Ленину, тот даёт указание Дзержинскому, и среди других мер на коллегии ОГПУ для перевоспитания несовершеннолетних правонарушителей решено создавать трудовые коммуны. Первая из них, на 50 ребят от 13 до 17 лет, заработала в августе 1924 года в подмосковном Болшеве. Возглавил её Погребинский.
Он проявил незаурядное педагогическое чутьё и выдвинул следующие правила жизни в Болшевской коммуне:
- отсутствие охраны, вообще всяческого принуждения, добровольность нахождения;
- трудовая деятельность, предусматривающая получение квалификации и достойную зарплату;
- ответственность воспитанников за свои действия не перед администрацией, а перед коллективом.

Эти подходы дали неожиданные для многих последствия. Хотя в коммуну поступали только несовершеннолетние преступники-рецидивисты, имевшие срок не менее трёх лет, они, оказавшись без конвоя, не только никуда не убегали, а наоборот, перековывались просто на глазах.
Вскоре дело разворачивается настолько широко и успешно, что в коммуне в её лучшие годы работали 3 фабрики, а общее число рабочих (в том числе и вольнонаёмных) доходило до 5 тысяч (в 1936 г.)
Коммуна становится настолько успешной, что в конце 1920-х годов занимает одно из первых мест среди достопримечательностей Москвы и области, посещается почётными гостями, в том числе из-за рубежа.
На опыт Болшевской коммуны обращает внимание М. Горький. С его предисловием выходит книга М. С. Погребинского «Трудовая коммуна ОГПУ» (её ещё называют «Фабрика людей»).
На основе этой книги Николай Экк и Александр Столпер пишут сценарий первого звукового советского фильма «Путёвка в жизнь», где М. С. Погребинский стал прототипом героя Николая Баталова. Белозубая улыбка человека в кубанке — а Погребинский носил рыжую каракулевую шапку, за что его и прозвали Кубанкой — надолго запечатлелась в зрительской памяти — и не только в СССР. Фильм был удостоен Гран-при на I международном кинофестивале в Венеции в 1932 году.
Одним из составляющих усиленной организационной и материально-технической поддержки Болшевской коммуны, повлиявшей на успех её работы, было присвоение ей в 1933 году имени Г. Ягоды (начальника ОГПУ в те годы). Это же обстоятельство позже сыграло в судьбе Болшевской коммуны и роковую роль. Весной 1937 года после снятия и ареста Ягоды подверглись гонениям и многие его ближайшие друзья и подопечные, среди которых оказался и М. С. Погребинский, и вся Болшевская коммуна. Узнав об аресте Ягоды и ожидая неминуемого собственного ареста, М. С. Погребинский, по официальным сведениям, 4 апреля 1937 года застрелился. Коммуна была разогнана, часть её членов арестована, некоторые расстреляны. Книги Погребинского изъяты из библиотек и уничтожены. С фильмом «Путёвка в жизнь», в силу его широкой международной известности, пришлось поступить осторожнее — из него только вырезали все прямые указания на то, что он относится именно к Болшевской коммуне.
Ныне о Болшевской коммуне и роли в её основании и деятельности М. С. Погребинского вспоминают разве что специалисты-педагоги (прежде всего занимающиеся историей трудового воспитания, макаренковедением и т. п.) Среди наиболее известных из наших современников — профессор М. В. Богуславский. Внимание к судьбе М. С. Погребинского проявила и писатель С. Д. Гладыш.

## Участие в возвращении М. Горького на родину
Видимо, не случайно, что в 1928 году именно Погребинский был направлен в Италию к Максиму Горькому. В забинтованной ноге — на случай непредвиденного задержания итальянскими карабинерами — он везёт письмо от Советского правительства и лично товарища Сталина. В городе Сорренто уговаривает «буревестника революции» на поездку по СССР, а затем и вовсе перебраться на Родину. Видимо, его доводы срабатывают, поскольку в этом же году Алексей Максимович отправляется в поездку по Советскому Союзу. В поездку на Соловки его сопровождает Матвей Самойлович.
Горький запечатлел Погребинского в цикле очерков «По Союзу Советов», назвав его «ликвидатором беспризорности» и охарактеризовав как «человека неисчерпаемой энергии и превосходного знатока мира „социально опасных“».

## Снова в ОГПУ
В 1929 помощник начальника Особого отдела ОГПУ Московского военного округа, в резерве назначения ОГПУ при СНК СССР. В 1930—1931 начальник Башкирского областного отдела ГПУ. В 1931—1933 полномочный представитель ОГПУ при СНК СССР по Башкирской АССР.
В 1933—1934 полномочный представитель ОГПУ при СНК СССР по Горьковскому краю. В 1934—1937 начальник Управления НКВД по Горьковскому краю — области.

## Самоубийство
В своей книге «Тайная история сталинских преступлений» Александр Михайлович Орлов, сотрудник НКВД, бежавший от сталинских репрессий за границу в 1938 году, пишет, что Погребинский «не был инквизитором по призванию. Хоть ему и пришлось исполнять сомнительные „задания партии“, по природе это был мягкий и добродушный человек».
Видимо, необходимость вершить расправу по указке сверху мучила его. В середине марта, за две недели до рокового выстрела, к Погребинскому приехал завуч Болшевской коммуны Борис Северов и прямо спросил его: «Что происходит, Матвей?» — на что тот ответил: «Не знаю, не понимаю. Но делать то, что мне приказывают, не могу».
Застрелился 4 апреля 1937 года из табельного оружия. В предсмертной записке просил в своей смерти никого не винить. Впрочем, не исключено, что события развивались и иначе: протокол осмотра места происшествия находится в материалах уголовного дела, на котором до сих пор стоит гриф «секретно», а книги Погребинского (а к некоторым из них писал предисловие сам Горький) были изъяты и помещены в спецхран.
После самоубийства мужа была арестована и осуждена на 8 лет лишения свободы жена Анастасия Погребинская. Сын Нинел Матвеевич прошёл Великую Отечественную войну. На фронте с 1942 года, гвардии старший сержант (призван Фрунзевским РВК г. Фрунзе, приказом по 6 гв. пабр 2 гв. адп РГК Ленинградского фронта №: 9/н от 17.05.1945 награждён медалью «За отвагу»), а в мирное время, как и покойный отец, занимался педагогической деятельностью. В 1985 году награждён орденом Отечественной войны 1-й степени.
Младшая дочь Мая Матвеевна Погребинская также всю свою жизнь занималась педагогической деятельностью.
Похоронен в Нижнем Новгороде на Бугровском кладбище, но пока его могила не найдена.
В 1938 по обвинению в шпионаже был расстрелян его брат Константин Самойлович Погребинский — начальник особого строительства № 4 Наркомата путей сообщения СССР (запасного тоннеля под Амуром в районе Хабаровска).
Коммуны были ликвидированы и перепрофилированы в трудовые комбинаты. Тем не менее Трудкоммуна ОГПУ № 1, Болшевская коммуна, созданная Погребинским по замыслу Дзержинского, фактически была приговорена Ежовым к уничтожению, хотя на основе её производства и был создан Комбинат спортинвентаря.

## Награды
- орден Красного Знамени от 20.12.1932;
- орден Красной Звезды от 11.06.1935[11].
- знак «Почётный работник ВЧК—ГПУ (V)» № 368;
- знак «Почётный работник ВЧК—ГПУ (XV)» от 30.12.1932;
- знак «Почётный работник РКМ» от 16.12.1933;

## Память
В 1930-е годы в Уфе по адресу ул. Гоголя д. 58 в здании современной Башкирской филармонии располагался клуб имени М. С. Погребинского.

## Труды
- Погребинский М. С. Трудовая коммуна ОГПУ (другое название — «Фабрика людей») / Под ред. М. Горького // Библиотека «Огонёк», № 454. — М.: Огонёк, 1929. — С. 34.
- Фабрика людей : [Трудкоммуна ОГПУ] / М. Погребинский. - Москва : акц. изд. о-во "Огонек", 1929. - 35 с., - (Библиотека "Огонек"; № 454).